# 館林市立第五小学校
館林市立第五小学校（たてばやししりつ だいごしょうがっこう）は、群馬県館林市に所在する公立小学校。

## 学区
- 羽附町[1]
- 花山町
- 楠町
- 羽附旭町
- 赤生田本町
- 赤生田町
- 当郷町の一部
- 南美園町の一部

## 学校周辺
- 館林赤羽郵便局
- 館林警察署